# Фемінізм рівності
Фемінізм рівності — це підмножина загального феміністичного руху, який зосереджується на основних подібностях чоловіків і жінок, кінцевою метою є рівність статей у всіх сферах. Це включає економічну та політичну рівність, рівність на робочому місці, свободу від гендерних стереотипів та андрогінний світогляд. 
Феміністична теорія прагне сприяти правовому статусу жінок як рівному та недиференційованому від статусу чоловіків. Хоча феміністки рівності в значній мірі згодні з тим, що чоловіки та жінки мають основні біологічні відмінності в анатомії, вони стверджують, що на психологічному рівні можливість використання раціональності чи розуму рівна між чоловіками та жінками. Чоловіки та жінки є рівними з точки зору їхньої здатності міркувати, досягати цілей та процвітати як на роботі, так і вдома. 
Фемінізм рівності став домінуючою версією фемінізму після книги «На захист прав жінок» Мері Волстонкрафт (1792). Волстонкрафт довела, що рівність жінок щодо чоловіків проявляється в освіті та праві на працю. До активних феміністок рівності включають також Симону де Бовуар, активісток конвенції Сенека -Фоллз, Елізабет Стентон, Лукрецію Коффін Мотт, Сьюзан Ентоні, Бетті Фрідан та Глорію Стейнем.
У той час як фемінізм рівності був домінуючою перспективою фемінізму протягом 19-го та 20-го століття, 1980-ті та 1990-ті роки принесли новий фокус у фемінізмі — фемінізм відмінностей, або істотні відмінності між чоловіками та жінками. Фемінізм відмінностей виступає за виокремлення «жіночого», зосереджуючись на традиційних жіночих рисах, таких як співпереживання, виховання та турбота. У той час, як феміністки рівності розглядають людську природу як по суті андрогінну, феміністки відмінності стверджують, що ця точка зору узгоджує «добро» зі стереотипами, де домінують чоловіки, тим самим діючи в патріархальних рамках суспільства.

## Історія
І в праві, і в теології жінки зображувалися як фізично, так і інтелектуально неповноцінними. Одим з перших феміністичних документів, що створив основу для феміністичних рухів, стався, коли Мері Волстонкрафт написала «На захист прав жінок» у 1792 році. Хоча в той час ця література вважалася бунтарською, вона перегукувалася з почуттями жінок у всій Франції, оскільки жіночі республіканські клуби вимагали, щоб свобода, рівність та братерство застосовувалися до обох статей. Хоча цей рух набув розголосу та популярності, врешті-решт був придушений Наполеоном Бонапартом у Кодексі Наполеона, де було встановлено, що чоловік мав повний контроль над сім'єю.
Хоча більшість феміністичних рухів за рівність у Франції не мали успіху, вони вплинули на більшість рухів, що відбулися у Північній Америці у 1800-х роках. І Ебігейл Адамс, і Мерсі Отіс Воррен боролися за те, щоб емансипація жінки була включена до конституції 1776 року, але марно. Однак Елізабет Кейді Стентон і Лукреція Коффін Мотт разом з тисячами інших жінок назавжди змінили динаміку фемінізму рівності за допомогою жіночого конгресу у Сенека-Фоллс Нью-Йорк, у 1848 році. Тут поряд з незалежністю вони вимагали повної юридичної рівності у всіх аспектах життя (освіта, можливості комерції, компенсація, право голосу тощо). Під впливом Елізабет Кейді Стентон та Сьюзан Б. Ентоні цей рух поширився на Європу. У 1869 році Джон Стюарт Мілль опублікував «Підкорення жінок», в якому він стверджував, що рівність між статями призведе до більшого морального та інтелектуального прогресу, що, в свою чергу, принесе більше щастя для всіх. :87–89
Після поширення в Європі, зростання руху сповільнилося до 1920 року, коли стався рух за жіночі виборчі права; багато жінок розділилися щодо того, чи мають жінки рівні позиції з чоловіками. Так тривало до тих пір, поки у 1946 р. не була створена Комісія Організації Об’єднаних Націй з питань статусу жінок для забезпечення рівних політичних, економічних та освітніх можливостей жінок у всьому світі. У 1949 р. французька екзистенціалістка Симона де Бовуар опублікувала працю «Друга стать», в якій вона спростовує багато тверджень щодо жінок та боротьби за гендерну рівність. У 1963 році з'явилась ще одна літературна праця, що стосується фемінізму рівності, «Загадка жіночності» Бетті Фрідан, в якій вона обговорювала «проблему, яка не має імені», посилаючись на поширене нещастя жінок у 1950-х роках. Використовуючи ці літературні здобутки як орієнтир, фемінізм знову виник у Сполучених Штатах з розвитком Національної організації жінок (NOW), створеної в 1966 році. Ця організація боролася за усунення всіх юридичних та соціальних бар'єрів, які ставляться перед жінками. У 1972 р. такі лідерки як Белла Абзуґ, Бетті Фрідан та Глорія Стейнем, просунули поправку про рівні права через Конгрес; однак до 1982 р. вона не була ратифікована.

## Феміністична теорія рівності
Феміністична теорія рівності — це поширення рівності чоловіків і жінок на теоретичні та філософські сфери мислення. По суті, феміністична теорія рівності виступає за рівне становище чоловіків і жінок з точки зору бажань, цілей та досягнень. Отже, з цієї точки зору, основа людської природи поза культурою є андрогінною, нейтральною та рівною. 

## Заперечення
Основне заперечення проти фемінізму рівності виступає у формі фемінізму відмінності, переконання, яке підкреслює відмінності між чоловіками та жінками. Ця точка зору, відстоювана такими феміністками, як Керол Джилліган, Джоан Тронто, Єва Федер Кіттей, Женев’єва Ллойд, Елісон Джаггар та Інестра Кінг, виникла через неприйняття андрогінного погляду на людську природу, що підкреслюється у фемінізмі рівності. Почавшись переважно у 1980-х роках, ця точка зору свідчить про те, що фемінізм рівності не враховує унікального жіночого досвіду, а отже, створює чоловічу перспективу як домінуюче прагнення.